# Adelheid av Burgund
Adelheid av Burgund, även kallad Adelheid av Italien, född 931, död 16 december 999, var tysk-romersk kejsarinna, gift med kejsar Otto I.
Under sonen Otto II:s och sonsonen Otto III:s regeringar hade hon under vissa tider stort inflytande över rikets styrelse, särskilt som förmyndare för sin sonson.  Hon var vicekung i Italien 983–991 och regent i Tysk-romerska riket under sin sonson Otto III:s omyndighet från 991 till 995. 
Adelheid är ett romerskt-katolsk helgon. Som helgon kallas hon Adelheid av Italien. 

## Biografi
Adelheid  var dotter till Rudolf II av Burgund och Bertha av Schwaben. Hon gifte sig med kung Lothar II av Italien före 27 juni 947. Det fick en dotter, Emma av Italien. Hon blev änka 951. Adelheid fängslades av Italiens nyvalde kung, Berengar II av Italien, efter rykten om att hon planerade att överta makten och sedan hon vägrat Berengars förslag om äktenskap med hans son.
Adelheid rymde till ett fort tillhörande kejsar Otto I, och sände ett meddelande till honom där hon bad om hans beskydd. Hon gifte sig med Otto I 23 september i Pavia 951. Adelheid behöll sin morgongåva från första äktenskapet, vilket omfattade flera territorier i Italien. Hon kröntes vid makens sida av påven Johannes XII i Rom 2 februari 962. Hon åtföljde Otto till Italien 966, och levde sedan där i sex år. Familjen återvände till Tyskland år 973, där hon senare samma år blev änka.
Otto I efterträddes 973 som kejsare av hennes son Otto II. Hon hade stort inflytande vid hovet som sin sons rådgivare. Hon hamnade dock i konflikt med sin svärdotter, som år 978 lyckades att få hennes utvisad från hovet. Adelheid lyckades så småningom försonas med sin son, som 983 utnämnde henne till sin vicekung i Italien.
Vid hennes sons död 983 blev hennes svärdotter Teofano kejsardömets regent som förmyndare för sin son Otto III, Adelheids sonson. Adelheid kvarblev i Italien som vicekung, och regerade Italien i åtta år, medan hennes svärdotter regerade Tyskland.
När Teofano avled 991, då Otto III fortfarande var omyndig, övertog Adelheid regentskapet fram till Ottos myndighetsdag 995. Hon lämnade då hovet och bosatte sig som gäst i ett nunnekloster i Selz i Alsace, där hon ägnade sig åt att gynna kyrkor och kloster och den kristna missionen bland de hedniska slaverna.

## Barn
- Henrik, död i späd ålder
- Brun, död i späd ålder
- Mathilda, född i början av 955, död 999, abbedissa av Quedlinburg
- Otto II, född i slutet av 955, död 7 december 983

## Bildgalleri

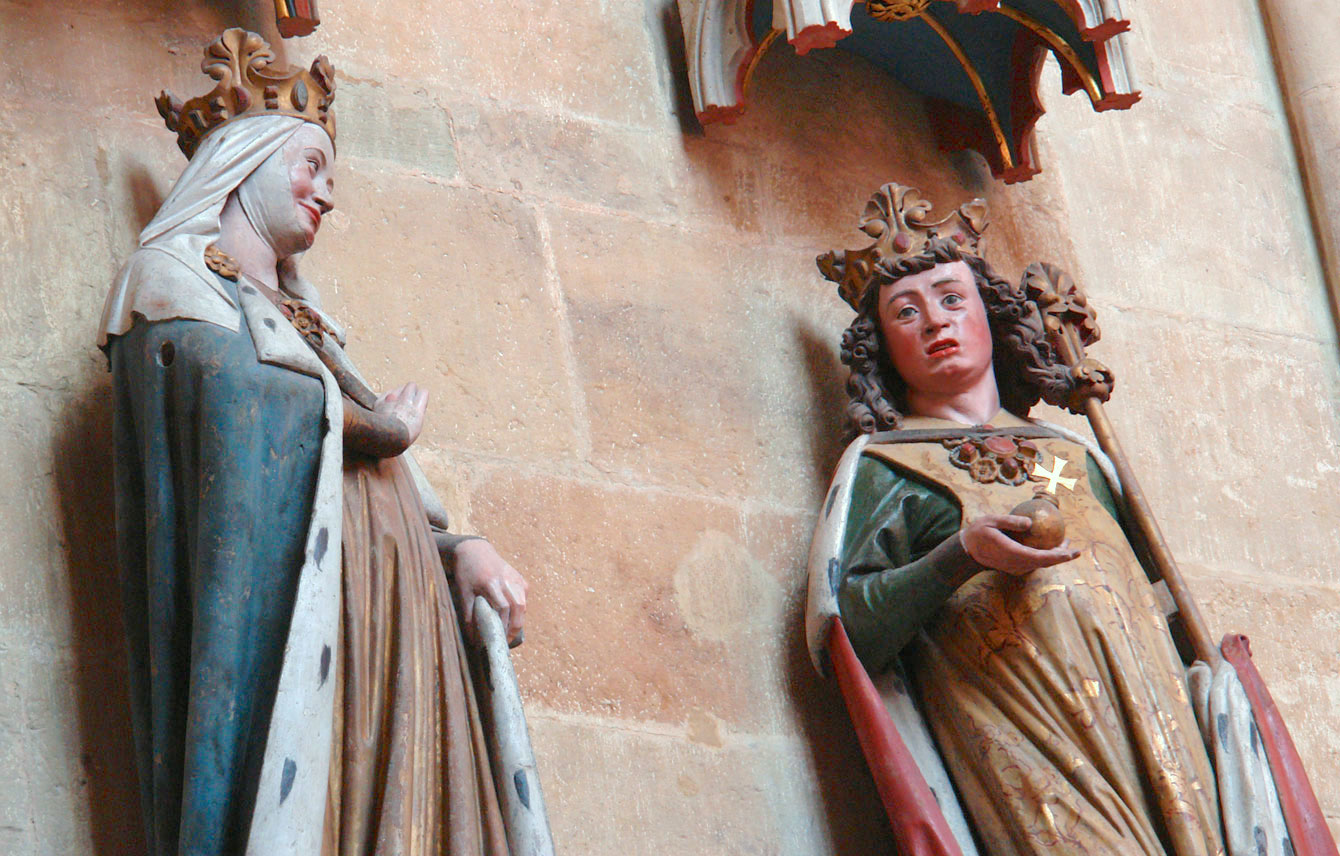
Adelaide av Italien och hennes man, Otto I, vid domkyrkan i Meissen (skulpturerna från 1300-talet och Adelheid avbildad i dräkt från den tiden).